# Organisation commune des régions sahariennes
L'Organisation commune des régions sahariennes (OCRS) est une collectivité territoriale créée par la France au Sahara en 1957 et qui exista jusqu'en 1963. Elle est instaurée par la loi du 10 janvier 1957, et elle a pour but « la mise en valeur, l’expansion économique et la promotion sociale des zones sahariennes de la République française ».

## Organisation
Elle est délimitée dans la loi du 10 janvier 1957 de la façon suivante:
- La commune mixte et l'annexe de Colomb-Béchar, la partie de l'annexe de Géryville, située au Sud des monts des Ksours, les communes indigènes et les annexes de la Saoura, du Gourara, du Touat, et de Tindouf, la partie saharienne des cercles de Goundam, de Tombouctou et de Gao;
- Les parties sahariennes des communes mixtes de Laghouat et de Djelfa, les communes indigènes et annexes de Ghardaia, El Goléa et Ouargla, les communes mixtes de Touggourt et d'El Oued,
- Les communes mixtes et annexes du Tidikelt, des Ajjers et du Hoggar ;
- La partie Nord des cercles de Tahoua et d'Agadès, comprenant la totalité de la subdivision de Bilma, la région de Borkou Ennedi Tibesti.

Le ministre du Sahara, en qualité de délégué général de cette organisation, y exerce par délégation les pouvoirs précédemment conférés dans leurs territoires respectifs au gouverneur général de l'Algérie, et aux hauts-commissaires et gouverneurs de l'Afrique équatoriale française et de l'Afrique occidentale française.
Son organisation est modifiée par l'ordonnance du 4 février 1959 qui redéfinit son territoire en le limitant aux départements sahariens, tout en prévoyant des conventions « avec les États et territoires limitrophes qui accepteraient ses objectifs ».
L'Organisation commune des régions sahariennes est liquidée par le décret du 26 mai 1963.

## Pétition
Le territoire  Nord Mali au Soudan français qui est une composante de l'Afrique-Occidentale française durant la colonisation française. Le 30 octobre 1957, les Touaregs et les Maures de l'Azawad demandent à ne pas faire partie du processus d'indépendance ouest-africain à travers une pétition signée par 300 chefs locaux et portée par le cadi de Tombouctou Mohamed Mahmoud Ould Cheikh. La France est alors en pleine crise institutionnelle qui prend fin avec le retour du général de Gaulle le 13 mai 1958. Cette pétition est portée à la connaissance des autorités françaises par une lettre adressée au général de Gaulle le 30 mai 1958. Les responsables touaregs et maures soulignent leur incompatibilité avec les sociétés subsahariennes et demandent à être intégrés au Sahara français (l'Algérie, contrairement à une colonie comme l'Afrique-Occidentale française, étant assimilée alors à un ensemble de départements français). Cette demande est ignorée par le président français.
Léopold Sédar Senghor et Modibo Keïta seront les artisans de la fédération du Mali, regroupant les colonies françaises du Sénégal, du Soudan français (dont l'Azawad), de la Haute-Volta (futur Burkina Faso) et du Dahomey (futur Bénin). La fédération est créée en janvier 1959, mais dès le mois de mars, le Dahomey et la Haute-Volta se retirent. En mai 1959, de Gaulle reçoit Modibo Keïta et reconnaît l’indépendance de la fédération du Mali, qui sera proclamée le 20 juin 1960. Durant l’été, des dissensions internes entraînent l’éclatement de la fédération du Mali. Le 20 août 1960, le Sénégal proclame son indépendance. Après l'échec de la fédération du Mali, la république du Mali correspondant à l'ancien Soudan français devient indépendante le 22 septembre 1960, l'Azawad est alors intégré dans ce nouvel État indépendant. L'autorité malienne y remplace l'autorité française.